# جورج بينتون
جورج بينتون (بالإنجليزية: George Benton)‏ (15 مايو 1933 في الولايات المتحدة - 19 سبتمبر 2011 في الولايات المتحدة) هو ملاكم أمريكي، صنّف ضمن فئة الوزن المتوسط.

## روابط خارجية
- جورج بينتون على موقع بوكس ريك (الإنجليزية) (registration required)